# Damon johnsonii
Damon johnsonii is een soort zweepspin (Amblypygi). Hij komt voor in Congo-Brazzaville, Congo-Kinshasa, Equatoriaal-Guinea (inclusief Bioko), Gabon, Kameroen en Nigeria.